# Johann Schröder
Johann Wiards Albert Schröder (Norden, Baixa Saxônia, 4 de abril de 1925 – 3 de janeiro de 2007) foi um matemático alemão.
Estudou matemática e física na Universidade de Hanôver e na Universidade de Göttingen. Obteve um doutorado em 1952 na Universidade de Hanôver, orientado por Lothar Collatz, com a tese Fehlerabschätzungen zur Störungsrechnung bei linearen Eigenwertproblemen.
Obteve a habilitação em 1955. Lecionou na Technische Universität Braunschweig desde 1955. Seguiu para a Universidade de Hamburgo em 1957, onde foi a partir de 1961 professor extraordinário.
Foi chamado em 1963 como professor ordinário da Universidade de Colônia.
Em 1966 apresentou uma palestra plenária no Congresso Internacional de Matemáticos em Moscou (Ungleichungen und Fehlerabschätzungen).

## Obras
- Operator Inequalities. Academic Press, New York 1980.
- Linear partial differential equations, self-adjoint partial differential operators, spectral theory. American Mathematical Society, November 2004.